# Демарин, Александр Михайлович
Алекса́ндр Миха́йлович Дема́рин (бел. Аляксандр Міхайлавіч Дзямарын (в отдельных источниках Дземарын или Дэмарын; 15 марта 1938, Богородск Горьковская область — 13 июля 2018, Минск, Белоруссия) — советский и белорусский график и живописец. Член Союза художников СССР с 1969 года. Работал в области станковой и книжной графики, живописи. Участник республиканских (с 1969 года), всесоюзных и зарубежных выставок (с 1971 года).

## Биография
Родился 15 марта 1938 г. в Богородске Горьковской области РСФСР (в настоящее время Нижегородская область Российской Федерации). Жил и работал в Минске (Белорусская ССР, Республика Беларусь). Отец — Михаил Иванович Демарин, родился в 1901 году, погиб во время Великой Отечественной войны в апреле 1942 года. Мать, Клавдия Алексеевна Демарина — работала швеей.

## Становление
Уже с раннего детства Александр Михайлович любил рисовать, а будучи подростком стал заниматься в художественном кружке.
Его ранние работы выставлялись в школе и в Доме пионеров. После окончания седьмого класса Александр Михайлович получил направление в школу одаренных детей города Горького (детская художественная школа № 1), был воспитанником Горьковского специализированного музыкально-художественного детского дома, в котором изучали живопись и литературу. После его окончания он поступил в Горьковское художественное училище, которое окончил в 1959 году.
В 1960 году поступил учиться на графическое отделение Белорусского театрально-художественного института. Учился у А. М. Кашкуревича, Н. Т. Гутиева, П. К. Любомудрова и А. П. Мозолёва. Окончил институт в 1966 году. Дипломная работа — иллюстрации к роману В. Я. Шишкова «Угрюм-река», которая получила наивысшую оценку. С 1969 по 1978 г. А. М. Демарин преподавал в Белорусском театрально-художественном институте в качестве преподавателя рисунка. Член Союза художников с 1969 года. Работал в области станковой и книжной графики, а также в живописи.
Его работы печатались в газетах и журналах: Беларуская кнiжная графiка (1987 г.), Беларуская Савецкая энцыклапедыя, Гiсторыя Беларускага мастацтва (1994 г.), Беларуская энцыклапедыя (1998 г.).

## Творчество

### Иллюстрации
Александр Михайлович Демарин широко известен в Беларуси, России и за её пределами как иллюстратор многих произведений белорусской и русской классики. В их числе трилогия Я.Коласа «На ростанях» (1967, 1972) и «З майго летапiсу»,
роман А. Н. Толстого «Хождение по мукам»,
"Незабываемые дни" М. Лынькова (1969),
иллюстрации к избранным произведениям М. Ю. Лермонтова, к белоруской народной сказке «Ленiнская праўда» и к другим. В общей сложности А. М. Демариным проиллюстрировано около 50 книг. Вся работа, весь опыт иллюстрирования книг сыграли роль в создании самого главного труда творческой жизни А.М.Демарина – кабинетов белорусской и русской литературы на сюжеты из русской классики А.С.Пушкина, Л.Н. Толстого, М.Шолохова, М.Горького, И.С.Тургенева, В.Маяковского  (1981 -1988 гг.). Многие из этих работ, входящих в комплект кабинетов, в частности на сюжеты из русской классики выставлялись на художественных выставках в Москве, Минске, а отдельные работы – в Польше, Чехословакии, Италии, Индии и других зарубежных странах. А.М.Демариным было оформлено 27 кабинетов – это техникумы, школы, гимназии и СПТУ. Эти работы нашли свое достойное место в учебных заведениях Минска, Москвы, Горького, Харькова, Киева и конечно же родного Богородска.

### Станковая графика и живопись
Учась на III курсе Белорусского театрально-художественного института, А.М. Демарин проходил практику на Минском тракторном заводе и серьезнейшим образом пытался проникнуться производственной темой, собрал материал для дальнейшей творческой работы. В 1972 году появилась серия литографий «Тракторозаводцы». А затем и серия «Камвольщицы» (1974—1978 гг.). Эти работы также экспонировались на республиканских, всесоюзных и зарубежных выставках.
Работы А.М.Демарина из серий «Тракторозаводцы» и «Камвольщицы» явились серьезным вкладом в белорусскую станковую графику и стали гимном труда человека. В линогравюре А. Демарина «Строительство плотины» (1982), выражена суровость условий и тяжесть человеческого труда.
В 1970 году А. М. Демариным была выполнена серия работ «Не забудет Беларусь» в которой он смог выразить свою горечь и боль, показать тех героев и людей, ставших жертвой войны, чьей кровью и страданиями была завоевана свобода. Серия представлена работами в стиле черно-белой гравюры и литографии «Генерал «Фогель». Свою любовь и дань уважения к воинам-освободителям нашей Родины А.М.Демарин выразил в работе «Площадь Победы» из серии «Минск славный».
Написал две картины: "Коллективизация «Полесье −1929 г.» (1982 г.) и «Год 1944. Переправа» (1985 г.).

Писал портреты: Ветерана Великой Отечественной войны Савицкого Виктора Константиновича, Лауреата Государственной премии СССР В. А. Андреевой, работницы завода «Горизонт», жены (Савицкой Валентины Викторовны), доярки, тракториста, создал триптих «Виолончелист Игорь Аловников» (1980).

### Известность
Награжден медалью Белорусского Союза Художников «За вклад в изобразительное искусство». Его работы находятся в фондах Белорусского союза художников, в музее современного искусства, в Национальном художественном музее Республики Беларусь, в Государственном литературно-мемориальном музее Якуба Коласа и частных коллекциях России, Беларуси и за рубежом.